# Жил Риме
Жил Риме (фр. Jules Rimet; 1873—1956) је био француски фудбалски функционер, први председник Фудбалског савеза Француске, председник ФИФА од 1921. до 1954, а касније њен почасни председник. Изузетно је заслужан за процват и афирмацију фудбалске игре широм света.
У Паризу је 1897. основао ФК Ред Стар. Иницијатор је организовања првенства Француске 1910, један од оснивача Фудбалског савеза Француске формираног 1919. чији је председник био од оснивања до 1942. и од 1944. до 1949.. Био је изузетно активан и на међународној сцени. Изабран је за трећег председника ФИФА.
Многе његове идеје прерасле су у такмичења са именом и традицијом на европском и светском нивоу. Један је од најзаслужнијих за реализацију и одржавање првог Светског првенства 1930. у Уругвају.
На Светским фудбалским првенствима од првог 1930. у Уругвају до 1970. у Мексику победничким репрезентацијама додељиван је прелазни пехар „Жила Римеа“, који је 1970. прешао у трајно власништво Фудбалске репрезентације Бразила, с обзиром да је те године трећи пут освојила Светско првенство.